# 千住製絨所

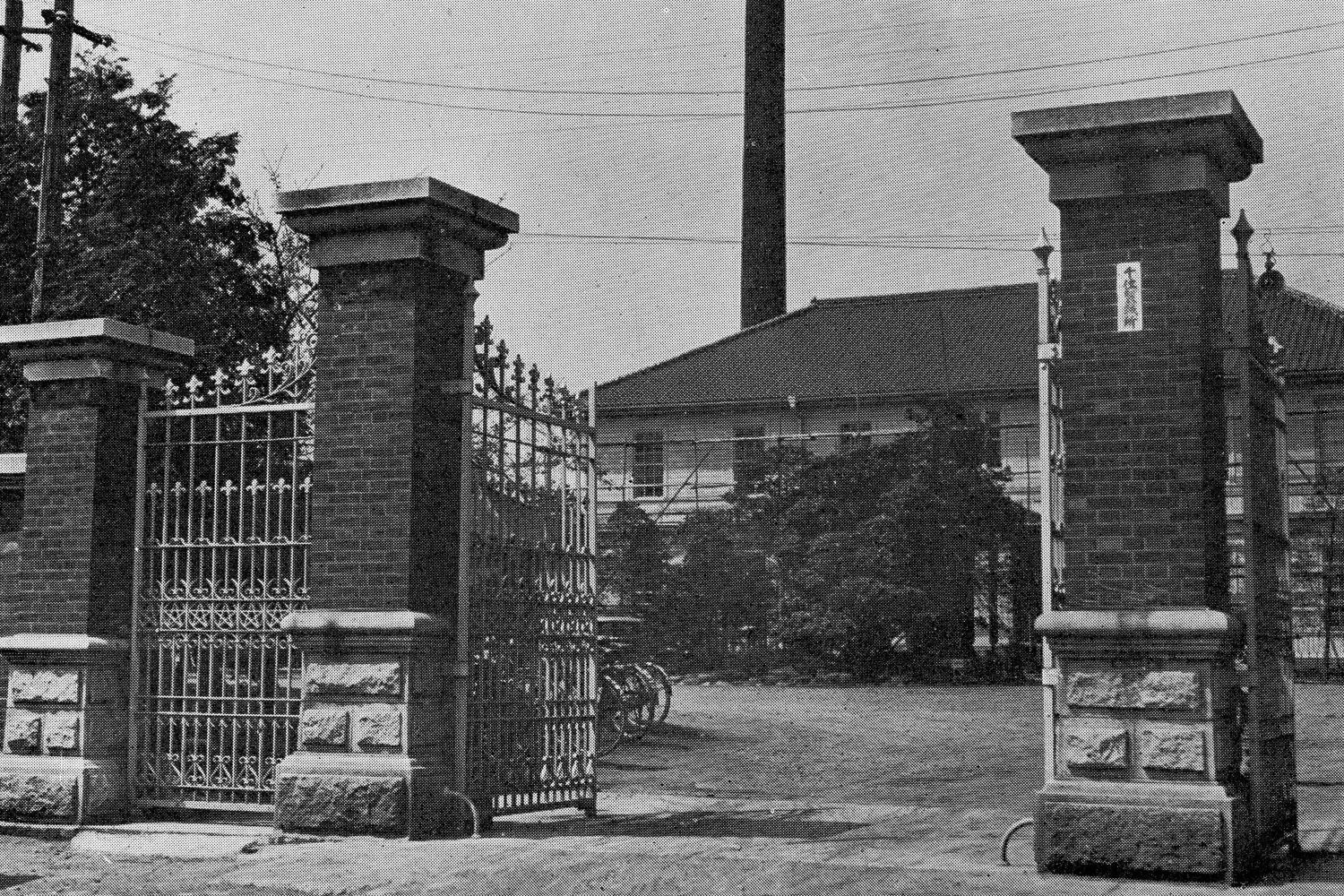
千住製絨所

千住製絨所（せんじゅせいじゅうしょ）は、かつて東京都荒川区南千住にあった官営の工場。明治新政府によって設立され、被服生地を製造していた。

## 歴史

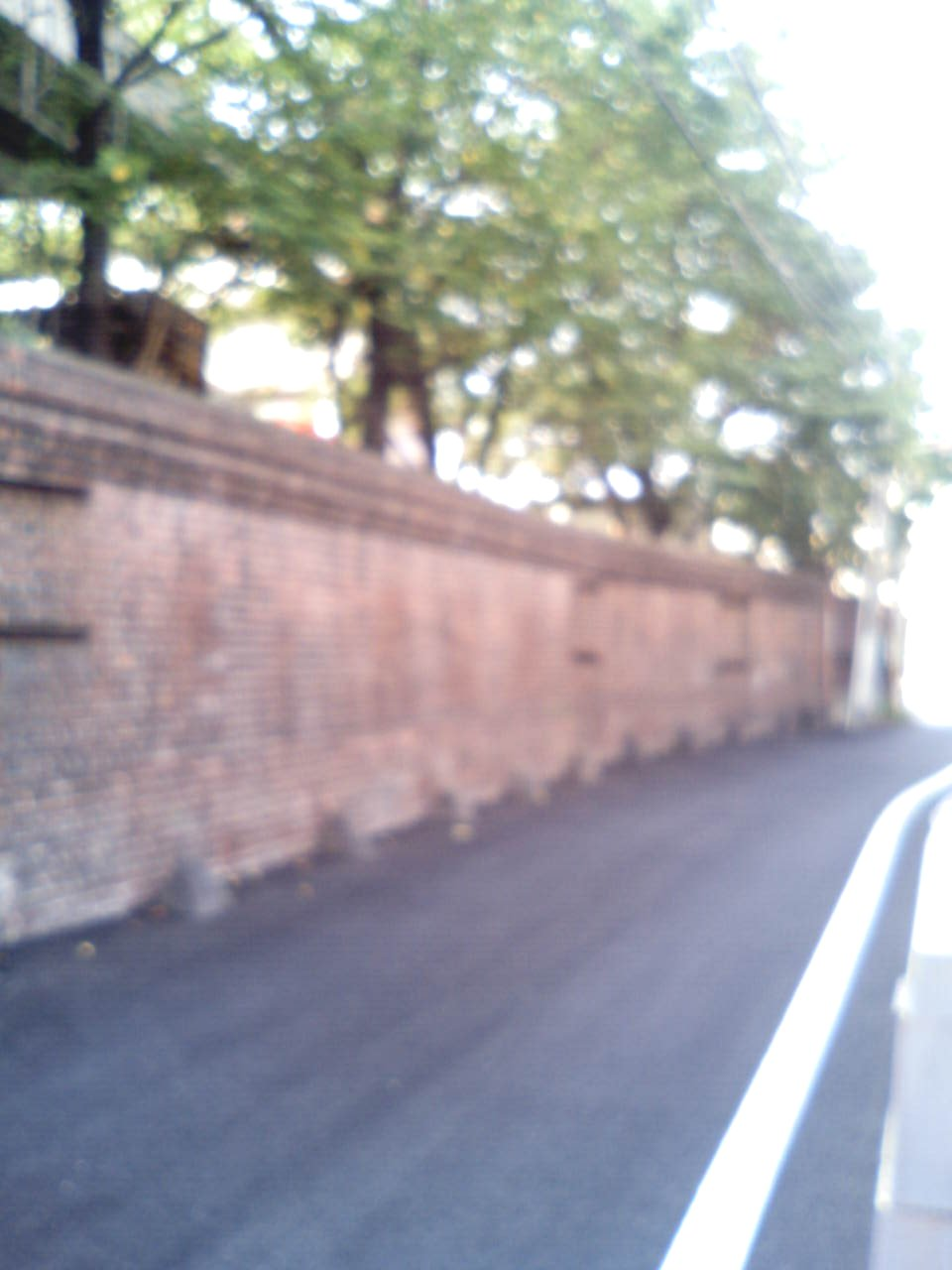
製絨所時代の名残の煉瓦塀（現在は一部を除き撤去された）

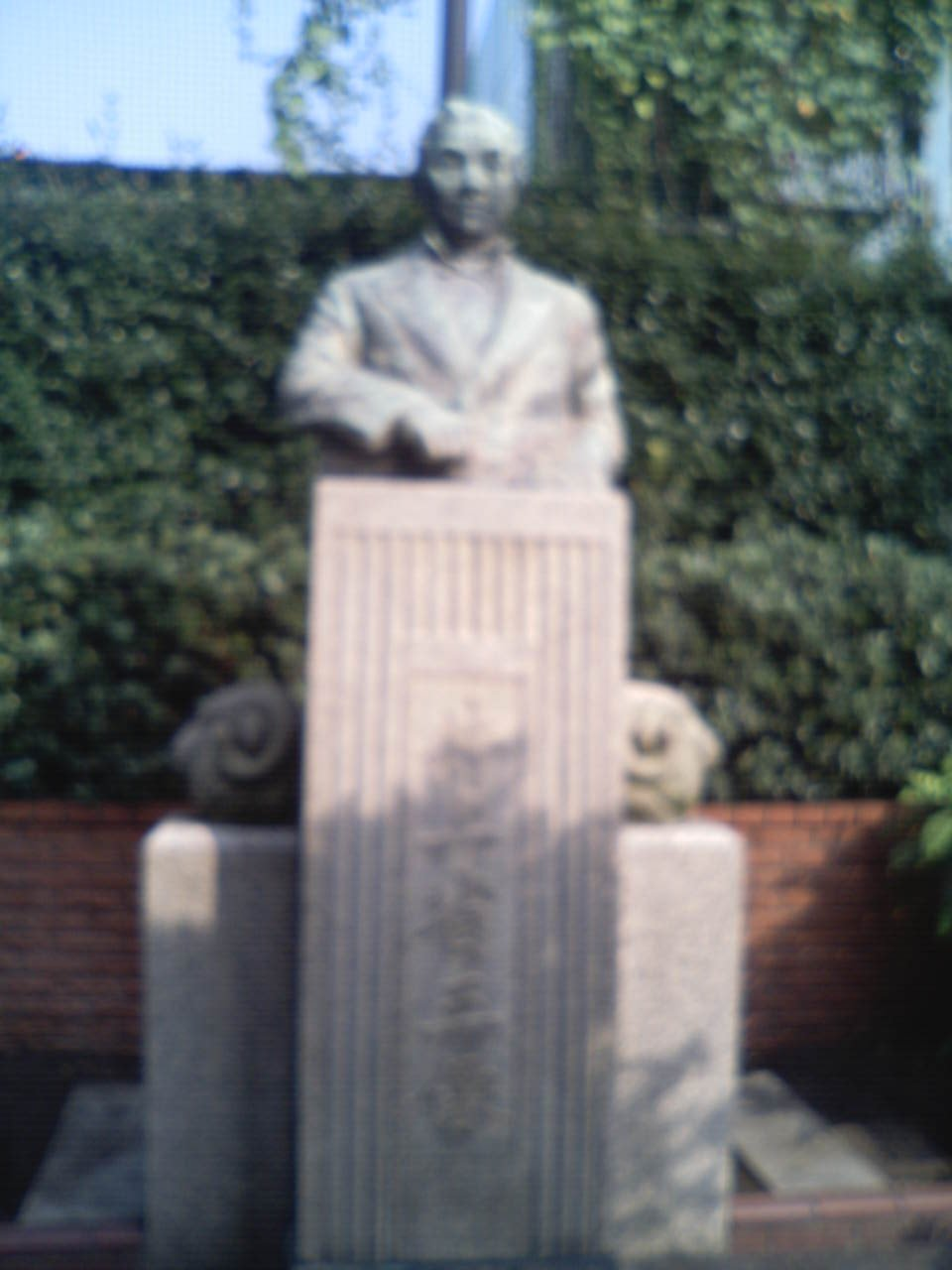
井上省三胸像

明治維新から暫くの間、新政府の軍服・制服は輸入により賄われていた。外貨減少を抑えるためその国産化が必要であると感ぜられ、まず1875年（明治8年）9月、千葉県に牧羊場が設けられ羊毛の生産が開始された。同年中に被服製造技術を学ぶためドイツに派遣されていた旧長州藩士の井上省三の帰朝をもって1879年（明治12年）9月27日、東京・南千住にあった、ただ葦が茂り人家がぽつりとあるだけの広い荒地（現・荒川区南千住6丁目）に千住製絨所が完成、操業を開始した。
1883年（明治16年）12月29日、払暁地区で起こった火災で製絨所は主要設備をほとんど焼失した。井上は、この復興に超人的努力を払ったが1886年（明治19年）、病にかかり帰らぬ人となってしまった。1888年（明治21年）、陸軍省の管轄となって工場を拡張。陸軍所要の布地類、毛糸等を生産・管理した。他官庁や民間から製造、研究の依頼さらに技術指導や技術者養成の依頼があったときは陸軍大臣の認可をもってこれらに応ずることとされていたため、国内繊維・被服産業の発展に大いに貢献した。
1945年（昭和20年）、敗戦により一切の操業を停止し、土地建物併せて足立区の民間企業・大和毛織に売却されたが、業績不振により1960年（昭和35年）に操業停止となり閉鎖、製絨所は80余年の歴史に幕を閉じた。跡地の一部は名古屋鉄道に売却されたが、映画会社大映が跡地を取得し、1962年（昭和37年）、同社がオーナー企業となっていたプロ野球球団・大毎オリオンズ（現・千葉ロッテマリーンズ）の本拠地野球場・東京スタジアムが建設された。だが東京スタジアムは大映が経営破綻した影響で1972年（昭和47年）限りで閉鎖となり、その後施設は撤去された。現在は荒川区が運営する荒川総合スポーツセンター、草野球場、ならびに警視庁南千住警察署の立地となっている。
都立荒川工業高等学校、サッポロビール荒川物流センター付近の路地に沿って煉瓦製の塀が長らく残っていた。しかし、荒川工業高校の改築ならびに、サッポロビール物流センター移転とその跡地へのライフ南千住店建設に伴い、1990年代~2000年代にかけて、若宮八幡通り沿いを除き、大部分が撤去された。現在、ライフ店舗の駐輪場に2枚、数メートルが残され産業遺構として保存されている。また、荒川総合スポーツセンター付近には井上の銅像・記念碑が建っている。

## 井上省三
千住製絨所初代所長の井上省三（1845年 - 1886年）は、長門国(現・山口県)厚狭郡宇津井村の庄屋の子として生まれ、萩藩の厚狭毛利氏家臣となり、奇兵隊隊長として倒幕に参加、明治維新後、木戸孝允に随って上京、1871年（明治4年）に北白川宮能久親王に随行してドイツのベルリンに留学し、兵学から工業へ転向して毛織技術を修得し、1875年（明治8年）に帰国後内務省勧業寮へ配属された。その後再渡欧し、1878年（明治11年）にシレジア州ザーガンの染色職人の娘と結婚して帰国、千住製絨所の所長に就任した。
栄典
- 1886年（明治19年）7月8日 - 従六位[4]

## 所長
- 山本昇 陸軍主計監：1936年12月1日 - 1939年8月1日[5]
- 森武夫 陸軍主計少将：1939年8月1日 - 1940年4月1日[6]